# Ljubošina
Ljubošina – wieś w Chorwacji, w żupanii primorsko-gorskiej, w mieście Vrbovsko. W 2011 roku liczyła 173 mieszkańców.